# Песочная (Владимирская область)
Песочная — деревня в Александровском районе Владимирской области России, входит в состав Каринского сельского поселения.

## География
Деревня расположена на берегу реки Молокча в 14 км на юго-запад от центра поселения села Большое Каринское и в 18 км на юго-запад от города Александрова.

## История
В XIX — начале XX века деревня входила в состав Махринской волости Александровского уезда, с 1926 года — в составе Карабановской волости. В 1859 году в деревне числилось 16 дворов, в 1905 году — 17 дворов, в 1926 году — 18 дворов.
С 1929 года деревня входила в состав Данилковского сельсовета Александровского района, с 1941 года — в составе Ново-Воскресенского сельсовета Струнинского района, с 1959 года — в составе Лизуновского сельсовета, с 1965 года — в составе Александровского района, с 2005 года — в составе Каринского сельского поселения.

## Население
| 1859 | 1905 | 1926 | 2002 | 2010 | 2021 |
| ---- | ---- | ---- | ---- | ---- | ---- |
| 108  | ↗110 | ↘68  | ↘1   | ↗3   | ↘0   |